# Francis Aubrey Browne
Pour les articles homonymes, voir Browne.
Cet article possède un paronyme, voir Francis Browne.
Francis Aubrey Browne  (12 décembre 1878-28 août 1954) est un homme politique canadien de la Colombie-Britannique. Il est député provincial de la travailliste (en) de la circonscription britanno-colombienne de Burnaby de 1924 à 1928.

## Biographie
Né à Londres en Angleterre, Browne étudie à sur place. Il est employé dans le commerce des céréales à la bourse de Londres. S'installant au Canada en 1912, il travaille comme comptable pour la ville de Burnaby de 1914 à 1925. Il est aussi président de la New Westminster Trades and Labour Council.
Browne meurt à Vancouver en octobre 1954 à l'âge de 74 ans.